# Commonwealth Games 2014/Schwimmen
Bei den Commonwealth Games 2014 in Glasgow wurden im Schwimmen 44 Wettbewerbe ausgetragen. Austragungsort war das Tollcross Swimming Centre.
- GR = Commonwealth Games-Rekord
- WR = Weltrekord

## Männer

### 50 m Brust
| Platz | Land | Sportler              | Zeit         |
| ----- | ---- | --------------------- | ------------ |
| 1     | RSA  | Cameron van der Burgh | 26,76 s (GR) |
| 2     | ENG  | Adam Peaty            | 26,78 s      |
| 3     | AUS  | Christian Sprenger    | 27,46 s      |

Datum:
28. Juli 2014, 20:49 Uhr

### 100 m Brust
| Platz | Land | Sportler              | Zeit         |
| ----- | ---- | --------------------- | ------------ |
| 1     | ENG  | Adam Peaty            | 58,94 s (GR) |
| 2     | RSA  | Cameron van der Burgh | 59,28 s      |
| 3     | SCO  | Ross Murdoch          | 59,47 s      |

Datum:
26. Juli 2014, 20:50 Uhr

### 200 m Brust
| Platz | Land | Sportler         | Zeit             |
| ----- | ---- | ---------------- | ---------------- |
| 1     | SCO  | Ross Murdoch     | 2:07,30 min (GR) |
| 2     | SCO  | Michael Jamieson | 2:08,40 min      |
| 3     | ENG  | Andrew Willis    | 2:09,87 min      |

Datum:
24. Juli 2014, 21:03 Uhr

### 50 m Freistil
| Platz | Land | Sportler        | Zeit    |
| ----- | ---- | --------------- | ------- |
| 1     | ENG  | Benjamin Proud  | 21,92 s |
| 2     | AUS  | Cameron McEvoy  | 22,00 s |
| 3     | AUS  | James Magnussen | 22,10 s |

Datum:
29. Juli 2014, 19:16 Uhr

### 100 m Freistil
| Platz | Land | Sportler          | Zeit    |
| ----- | ---- | ----------------- | ------- |
| 1     | AUS  | James Magnussen   | 48,11 s |
| 2     | AUS  | Cameron McEvoy    | 48,34 s |
| 3     | AUS  | Tommaso D’Orsogna | 49,04 s |

Datum:
27. Juli 2014, 19:14 Uhr

### 200 m Freistil
| Platz | Land | Sportler             | Zeit        |
| ----- | ---- | -------------------- | ----------- |
| 1     | AUS  | Thomas Fraser-Holmes | 1:45,08 min |
| 2     | AUS  | Cameron McEvoy       | 1:45,56 min |
| 3     | WAL  | Calum Jarvis         | 1:46,53 min |

Datum:
25. Juli 2014, 19:27 Uhr

### 400 m Freistil
| Platz | Land | Sportler      | Zeit        |
| ----- | ---- | ------------- | ----------- |
| 1     | CAN  | Ryan Cochrane | 3:43,46 min |
| 2     | AUS  | David McKeon  | 3:44,09 min |
| 3     | ENG  | James Guy     | 3:44,58 min |

Datum:
24. Juli 2014, 19:18 Uhr

### 1500 m Freistil
| Platz | Land | Sportler      | Zeit         |
| ----- | ---- | ------------- | ------------ |
| 1     | CAN  | Ryan Cochrane | 14:44,03 min |
| 2     | AUS  | Mack Horton   | 14:48,76 min |
| 3     | WAL  | Daniel Jervis | 14:55,33 min |

Datum:
29. Juli 2014, 20:23 Uhr

### 200 m Lagen
| Platz | Land | Sportler       | Zeit             |
| ----- | ---- | -------------- | ---------------- |
| 1     | AUS  | Daniel Tranter | 1:57,83 min (GR) |
| 2     | SCO  | Daniel Wallace | 1:58,72 min      |
| 3     | RSA  | Chad le Clos   | 1:58,85 min      |

Datum:
29. Juli 2014, 19:47 Uhr

### 400 m Lagen
| Platz | Land | Sportler             | Zeit        |
| ----- | ---- | -------------------- | ----------- |
| 1     | SCO  | Daniel Wallace       | 4:11,20 min |
| 2     | AUS  | Thomas Fraser-Holmes | 4:12,04 min |
| 3     | RSA  | Sebastien Rousseau   | 4:13,09 min |

Datum:
25. Juli 2014, 20:29 Uhr

### 50 m Rücken
| Platz | Land | Sportler     | Zeit    |
| ----- | ---- | ------------ | ------- |
| 1     | AUS  | Ben Treffers | 24,67 s |
| 2     | AUS  | Mitch Larkin | 24,80 s |
| 3     | ENG  | Liam Tancock | 24,98 s |

Datum:
27. Juli 2014, 20:59 Uhr

### 100 m Rücken
| Platz | Land | Sportler                   | Zeit         |
| ----- | ---- | -------------------------- | ------------ |
| 1     | ENG  | Christopher Walker-Hebborn | 53,12 s (GR) |
| 2     | AUS  | Mitch Larkin               | 53,59 s      |
| 3     | AUS  | Josh Beaver                | 53,75 s      |
|       | ENG  | Liam Tancock               | 53,75 s      |

Datum:
25. Juli 2014, 21:03 Uhr

### 200 m Rücken
| Platz | Land | Sportler      | Zeit        |
| ----- | ---- | ------------- | ----------- |
| 1     | AUS  | Mitch Larkin  | 1:55,83 min |
| 2     | AUS  | Josh Beaver   | 1:56,19 min |
| 3     | AUS  | Matson Lawson | 1:56,63 min |

Datum:
28. Juli 2014, 19:07 Uhr

### 50 m Schmetterling
| Platz | Land | Sportler        | Zeit         |
| ----- | ---- | --------------- | ------------ |
| 1     | ENG  | Benjamin Proud  | 22,93 s (GR) |
| 2     | RSA  | Roland Schoeman | 23,13 s      |
| 3     | RSA  | Chad le Clos    | 23,36 s      |

Datum:
25. Juli 2014, 19:07 Uhr

### 100 m Schmetterling
| Platz | Land | Sportler               | Zeit         |
| ----- | ---- | ---------------------- | ------------ |
| 1     | RSA  | Chad le Clos           | 51,29 s (GR) |
| 2     | SIN  | Joseph Isaac Schooling | 51,69 s      |
| 3     | ENG  | Adam Barrett           | 51,93 s      |

Datum:
28. Juli 2014, 21:20 Uhr

### 200 m Schmetterling
| Platz | Land | Sportler           | Zeit             |
| ----- | ---- | ------------------ | ---------------- |
| 1     | RSA  | Chad le Clos       | 1:55,07 min (GR) |
| 2     | AUS  | Grant Irvine       | 1:56,34 min      |
| 3     | RSA  | Sebastien Rousseau | 1:56,43 min      |

Datum:
26. Juli 2014, 19:07 Uhr

### 4 × 100 m Freistil
| Platz | Land | Sportler                                                       | Zeit             |
| ----- | ---- | -------------------------------------------------------------- | ---------------- |
| 1     | AUS  | Tommaso D’Orsogna Matthew Abood James Magnussen Cameron McEvoy | 3:13,44 min (GR) |
| 2     | RSA  | Chad le Clos Roland Schoeman Leith Shankland Caydon Muller     | 3:15,17 min      |
| 3     | ENG  | Adam Brown James Disney-May Adam Barrett Benjamin Proud        | 3:16,37 min      |

Datum:
25. Juli 2014, 21:25 Uhr

### 4 × 200 m Freistil
| Platz | Land | Sportler                                                      | Zeit             |
| ----- | ---- | ------------------------------------------------------------- | ---------------- |
| 1     | AUS  | Cameron McEvoy David McKeon Ned McKendry Thomas Fraser-Holmes | 7:07,38 min (GR) |
| 2     | SCO  | Daniel Wallace Stephen Milne Duncan Scott Robbie Renwick      | 7:09,18 min      |
| 3     | RSA  | Myles Brown Chad le Clos Sebastien Rousseau Dylan Bosch       | 7:10,36 min      |

Datum:
27. Juli 2014, 21:20 Uhr

### 4 × 100 m Lagen
| Platz | Land | Sportler                                                              | Zeit             |
| ----- | ---- | --------------------------------------------------------------------- | ---------------- |
| 1     | ENG  | Chris Walker-Hebborn Adam Peaty Adam Barrett Adam Brown               | 3:31,51 min (GR) |
| 2     | AUS  | Mitch Larkin Christian Sprenger Jayden Hadler James Magnussen         | 3:32,21 min      |
| 3     | RSA  | Sebastien Rousseau Cameron van der Burgh Chad le Clos Leith Shankland | 3:34,47 min      |

Datum:
29. Juli 2014, 21:12 Uhr

## Frauen

### 50 m Brust
| Platz | Land | Sportler        | Zeit    |
| ----- | ---- | --------------- | ------- |
| 1     | AUS  | Leiston Pickett | 30,59 s |
| 2     | JAM  | Alia Atkinson   | 30,67 s |
| 3     | SCO  | Corrie Scott    | 30,75 s |

Datum:
25. Juli 2014, 19:12 Uhr

### 100 m Brust
| Platz | Land | Sportler      | Zeit        |
| ----- | ---- | ------------- | ----------- |
| 1     | ENG  | Sophie Taylor | 1:06,35 min |
| 2     | AUS  | Lorna Tonks   | 1:07,34 min |
| 3     | JAM  | Alia Atkinson | 1:08,14 min |

Datum:
28. Juli 2014, 20:26 Uhr

### 200 m Brust
| Platz | Land | Sportler       | Zeit        |
| ----- | ---- | -------------- | ----------- |
| 1     | AUS  | Taylor McKeown | 2:22,36 min |
| 2     | AUS  | Sally Hunter   | 2:23,33 min |
| 3     | ENG  | Molly Renshaw  | 2:25,00 min |

Datum:
26. Juli 2014, 19:36 Uhr

### 50 m Freistil
| Platz | Land | Sportler          | Zeit         |
| ----- | ---- | ----------------- | ------------ |
| 1     | ENG  | Francesca Halsall | 23,96 s (GR) |
| 2     | AUS  | Cate Campbell     | 24,00 s      |
| 3     | AUS  | Bronte Campbell   | 24,20 s      |

Datum:
26. Juli 2014, 19:13 Uhr

### 100 m Freistil
| Platz | Land | Sportler        | Zeit         |
| ----- | ---- | --------------- | ------------ |
| 1     | AUS  | Cate Campbell   | 52,68 s (GR) |
| 2     | AUS  | Bronte Campbell | 52,86 s      |
| 3     | AUS  | Emma McKeon     | 53,61 s      |

Datum:
28. Juli 2014, 21:14 Uhr

### 200 m Freistil
| Platz | Land | Sportler               | Zeit             |
| ----- | ---- | ---------------------- | ---------------- |
| 1     | AUS  | Emma McKeon            | 1:55,57 min (GR) |
| 2     | ENG  | Siobhan-Marie O’Connor | 1:55,82 min      |
| 3     | AUS  | Bronte Barratt         | 1:56,62 min      |

Datum:
24. Juli 2014, 19:37 Uhr

### 400 m Freistil
| Platz | Land | Sportler               | Zeit             |
| ----- | ---- | ---------------------- | ---------------- |
| 1     | NZL  | Lauren Boyle           | 4:04,47 min (GR) |
| 2     | WAL  | Siobhan-Marie O’Connor | 4:05,16 min      |
| 3     | AUS  | Bronte Barratt         | 4:06,02 min      |

Datum:
29. Juli 2014, 19:07 Uhr

### 800 m Freistil
| Platz | Land | Sportler         | Zeit             |
| ----- | ---- | ---------------- | ---------------- |
| 1     | WAL  | Jazmin Carlin    | 8:18,11 min (GR) |
| 2     | NZL  | Lauren Boyle     | 8:20,59 min      |
| 3     | CAN  | Brittany MacLean | 8:20,91 min      |

Datum:
28. Juli 2014, 19:14 Uhr

### 200 m Lagen
| Platz | Land | Sportler               | Zeit            |
| ----- | ---- | ---------------------- | --------------- |
| 1     | ENG  | Siobhan-Marie O’Connor | 2:08,2 min (GR) |
| 2     | AUS  | Alicia Coutts          | 2:10,30 min     |
| 3     | SCO  | Hannah Miley           | 2:10,74 min     |

Datum:
27. Juli 2014, 20:09 Uhr

### 400 m Lagen
| Platz | Land | Sportler       | Zeit             |
| ----- | ---- | -------------- | ---------------- |
| 1     | SCO  | Hannah Miley   | 4:31,76 min (GR) |
| 2     | ENG  | Aimee Willmott | 4:33,01 min      |
| 3     | AUS  | Keryn McMaster | 4:36,35 min      |

Datum:
24. Juli 2014, 19:09 Uhr

### 50 m Rücken
| Platz | Land | Sportler            | Zeit         |
| ----- | ---- | ------------------- | ------------ |
| 1     | WAL  | Georgia Davies      | 27,56 s (GR) |
| 2     | ENG  | Lauren Quigley      | 27,69 s      |
| 3     | CAN  | Brooklynn Snodgrass | 27,97 s      |

Datum:
29. Juli 2014, 19:31 Uhr

### 100 m Rücken
| Platz | Land | Sportler        | Zeit         |
| ----- | ---- | --------------- | ------------ |
| 1     | AUS  | Emily Seebohm   | 59,37 s (GR) |
| 2     | WAL  | Georgia Davies  | 59,58 s      |
| 3     | AUS  | Belinda Hocking | 59,93 s      |

Datum:
26. Juli 2014, 20:44 Uhr

### 200 m Rücken
| Platz | Land | Sportler        | Zeit             |
| ----- | ---- | --------------- | ---------------- |
| 1     | AUS  | Belinda Hocking | 2:07,24 min (GR) |
| 2     | AUS  | Emily Seebohm   | 2:08,51 min      |
| 3     | CAN  | Hilary Caldwell | 2:08,55 min      |

Datum:
27. Juli 2014, 19:07 Uhr

### 50 m Schmetterling
| Platz | Land | Sportler                   | Zeit         |
| ----- | ---- | -------------------------- | ------------ |
| 1     | ENG  | Francesca Halsall          | 25,20 s (GR) |
| 2     | BAH  | Arianna Vanderpool-Wallace | 25,53 s      |
| 3     | AUS  | Brittany Elmslie           | 25,91 s      |

Datum:
27. Juli 2014, 21:04 Uhr

### 100 m Schmetterling
| Platz | Land | Sportler               | Zeit         |
| ----- | ---- | ---------------------- | ------------ |
| 1     | CAN  | Katerine Savard        | 57,40 s (GR) |
| 2     | ENG  | Siobhan-Marie O’Connor | 57,45 s      |
| 3     | AUS  | Emma McKeon            | 57,66 s      |

Datum:
25. Juli 2014, 21:09 Uhr

### 200 m Schmetterling
| Platz | Land | Sportler        | Zeit        |
| ----- | ---- | --------------- | ----------- |
| 1     | CAN  | Audrey Lacroix  | 2:07,61 min |
| 2     | ENG  | Aimee Willmott  | 2:08,07 min |
| 3     | AUS  | Madeline Groves | 2:08,44 min |

Datum:
28. Juli 2014, 20:32 Uhr

### 4 × 100 m Freistil
| Platz | Land | Sportler                                                         | Zeit             |
| ----- | ---- | ---------------------------------------------------------------- | ---------------- |
| 1     | AUS  | Bronte Campbell Melanie Schlanger Emma McKeon Cate Campbell      | 3:30,98 min (WR) |
| 2     | ENG  | Siobhan O’Connor Francesca Halsall Amy Smith Becki Turner        | 3:35,72 min      |
| 3     | CAN  | Victoria Poon Sandrine Mainville Michelle Williams Alyson Ackman | 3:40,00 min      |

Datum:
24. Juli 2014, 21:10 Uhr

### 4 × 200 m Freistil
| Platz | Land | Sportler                                                         | Zeit             |
| ----- | ---- | ---------------------------------------------------------------- | ---------------- |
| 1     | AUS  | Emma McKeon Alicia Coutts Brittany Elmslie Bronte Barratt        | 7:49,90 min (GR) |
| 2     | CAN  | Samantha Cheverton Brittany MacLean Alyson Ackman Emily Overholt | 7:51,67 min      |
| 3     | ENG  | Siobhan O’Connor Amelia Maughan Ellie Faulkner Becki Turner      | 7:52,45 min      |

Datum:
26. Juli 2014, 21:06 Uhr

### 4 × 100 m Lagen
| Platz | Land | Sportler                                                          | Zeit             |
| ----- | ---- | ----------------------------------------------------------------- | ---------------- |
| 1     | AUS  | Emily Seebohm Lorna Tonks Emma McKeon Cate Campbell               | 3:56,23 min (GR) |
| 2     | ENG  | Lauren Quigley Sophie Taylor Siobhan O’Connor Francesca Halsall   | 3:57,03 min      |
| 3     | CAN  | Sinead Russell Tera van Beilen Katerine Savard Sandrine Mainville | 4:00,57 min      |

Datum:
29. Juli 2014, 21:02 Uhr

## Behindertensportler

### 100 m Freistil S9 Männer
| Platz | Land | Sportler        | Zeit         |
| ----- | ---- | --------------- | ------------ |
| 1     | AUS  | Rowan Crothers  | 54,58 s (WR) |
| 2     | AUS  | Matthew Cowdrey | 56,33 s      |
| 3     | AUS  | Brenden Hall    | 56,85 s      |

Datum:
24. Juli 2014, 19:44 Uhr

### 200 m Freistil S14 Männer
| Platz | Land | Sportler             | Zeit        |
| ----- | ---- | -------------------- | ----------- |
| 1     | AUS  | Daniel Fox           | 1:57,89 min |
| 2     | ENG  | Thomas Barnett Hamer | 2:00,27 min |
| 3     | WAL  | Jack Robert Thomas   | 2:01,27 min |

Datum:
26. Juli 2014, 19:29 Uhr

### 200 m Lagen SM8 Männer
| Platz | Land | Sportler       | Zeit        |
| ----- | ---- | -------------- | ----------- |
| 1     | ENG  | Oliver Hynd    | 2:22,86 min |
| 2     | AUS  | Jesse Aungles  | 2:31,25 min |
| 3     | AUS  | Blake Cochrane | 2:32,72 min |

Datum:
28. Juli 2014, 19:37 Uhr

### 100 m Brust SB9 Frauen
| Platz | Land | Sportlerin      | Zeit        |
| ----- | ---- | --------------- | ----------- |
| 1     | NZL  | Sophie Pascoe   | 1:19,36 min |
| 2     | AUS  | Madeleine Scott | 1:21,38 min |
| 3     | SCO  | Erraid Davies   | 1:21,68 min |

Datum:
27. Juli 2014, 20:02 Uhr

### 100 m Freistil S8 Frauen
| Platz | Land | Sportlerin                 | Zeit             |
| ----- | ---- | -------------------------- | ---------------- |
| 1     | AUS  | Maddison Elliott           | 1:05,32 min (WR) |
| 2     | ENG  | Stephanie Elizabeth Slater | 1:05,73 min      |
| 3     | AUS  | Lakeisha Patterson         | 1:08,98 min      |

Datum:
25. Juli 2014, 20:36 Uhr

### 200 m Lagen SM10 Frauen
| Platz | Land | Sportlerin       | Zeit        |
| ----- | ---- | ---------------- | ----------- |
| 1     | NZL  | Sophie Pascoe    | 2:27,74 min |
| 2     | AUS  | Katherine Downie | 2:31,98 min |
| 3     | CAN  | Aurelie Rivard   | 2:32,09 min |

Datum:
29. Juli 2014, 20:03 Uhr

## Medaillenspiegel
| Platz | Land       | Gold | Silber | Bronze | Gesamt |
| ----- | ---------- | ---- | ------ | ------ | ------ |
| 1     | Australien | 19   | 21     | 17     | 57     |
| 2     | England    | 10   | 10     | 8      | 28     |
| 3     | Kanada     | 4    | 1      | 6      | 11     |
| 4     | Südafrika  | 3    | 3      | 6      | 12     |
| 5     | Schottland | 3    | 3      | 4      | 10     |
| 6     | Neuseeland | 3    | 1      | -      | 4      |
| 7     | Wales      | 2    | 2      | 3      | 7      |
| 8     | Jamaika    | -    | 1      | 1      | 2      |
| 9     | Bahamas    | -    | 1      | -      | 1      |
| 9     | Singapur   | -    | 1      | -      | 1      |